# San Martín de la Vega del Alberche
San Martín de la Vega del Alberche là một đô thị trong tỉnh Ávila, Castile và León, Tây Ban Nha. Theo điều tra dân số 2004 (INE), đô thị này có dân số là 244.